# 武家執奏
武家執奏（ぶけしっそう）とは、武家政権である室町幕府と公家政権である北朝（朝廷）の公武関係（朝幕関係）に関連する用語で次の2つの意味がある。
- 室町幕府の将軍が北朝（朝廷）に対して特定の事項に関する政治的要請を行うこと。なお、この意味においての武家執奏はその後の武家政権（織豊政権・江戸幕府）でも行われている。
- 北朝（朝廷）に設けられた役職の1つで将軍からの武家執奏を取り次ぎ、反対に治天の君・天皇の意向を将軍に伝達する役目を果たした。

## 室町将軍の武家執奏
室町幕府の将軍による執奏は「奏聞」「申入」「口入」など記録によっていくつもの表記が存在している。通常は将軍の意向を受けて朝廷との交渉役にあたる役人が、役職としての武家執奏に申入れを行うことが多い（逆に当該役人は朝廷や院庁からの幕府への申入れ（公家施行）を受け取って将軍に伝達する立場になる場合もある）。特に鎌倉幕府時代に東使を務めた二階堂氏・佐々木氏らが使者に立てられる場合を「武家申詞」と称した。
武家執奏は足利尊氏が将軍に補任された暦応年間から事例が見られるが、特に回数・影響力が高まってくるのは正平一統以後のことである。所領安堵や武家官位のみならず、公家の官職任免などの人事や家門安堵、寺社に対する政策、勅撰和歌集の撰進など朝廷のあらゆる分野に及んだ。
その結果、延文3年（1358年）には関白二条良基が足利義詮の執奏によって16年務めた関白を更迭され、以後摂政関白や太政大臣の任命や更迭に武家執奏が介在するようになった。なお、崇光上皇と後光厳天皇が激しく対立した緒仁親王（後円融天皇）の立坊問題を巡って後光厳天皇は実子・緒仁の立坊を求める武家執奏を期待したものの、当時の将軍は13歳の足利義満であり、後見である管領細川頼之は「可為聖断」「武家更難申是非」と慎重な態度を示し、あくまで天皇の聖断によるべしとの態度を示した。これによって天皇は親王の立坊・譲位を決断することになった（『後光厳院御記』）。
また、武家執奏による改元（文和・康暦・正長・康正・延徳・大永・享禄・天文・元亀）が存在が知られている。本来、室町幕府の将軍は公卿であることが多かったためにその多くは公卿の政務としての改元発議ではあったものの、新将軍の就任を理由とした代始改元（正長・延徳・大永・元亀、ただし公式には「兵革」「天変」などを名目とする）や後世には将軍の官職が参議もしくは公卿に達しない場合における武家執奏の事例もあり、更に執奏者である将軍足利義澄の失脚（永正の錯乱）によって中止に追い込まれた永正4年（1507年）を例外として武家執奏による改元が実施に移されたこと、また室町幕府が応永から新元号への改元を35年にわたって認めなかったこと（ただし、その原因については足利義満の意向とする説と義持の意向とする説がある）など、室町幕府および将軍の意向によって改元が制約されることとなった。
南朝の軍事的攻勢や戦乱による収入の途絶の危機を室町幕府の軍事力・経済力によって辛うじて回避していた北朝（朝廷）は室町幕府への依存なくして成り立たず、北朝自身もこれを認識して積極的に幕府と結びつこうとした。このため、武家執奏は拒むことは出来ないものという認識が広まるようになった。永徳元年（1384年）に後円融天皇が三条公忠に充てた書簡の中で「執奏之下、無沙汰者、可為公家御咎也」と記し、武家執奏に従わないことは公家の咎になる現状を嘆いている。
こうした状況が、後に足利義満による王権侵奪（室町将軍の日本国王化）へと発展し、義満以後の室町幕府においても引き続き武家執奏による朝廷への介入が行われることとなった。

## 役職としての「武家執奏」
もう1つの「武家執奏」の意味として、北朝の勅裁である治天の君の院宣や親政時における天皇の勅旨を室町幕府に伝達する役目を担う公家のことを指した。だが、それは前述のように反対の経路によって幕府側の要望を治天の君もしくは天皇へと伝達する役目を果たすことにもなった。
鎌倉時代に治天の君・天皇の勅裁は関東申次を経由して鎌倉幕府あるいはその出先機関である六波羅探題に伝達された。室町幕府の創設には鎌倉幕府（武家政権）再興の意図も含まれていたため、公武関係もそれに近い形での復活が意図された（ただし、室町幕府は鎌倉幕府と違って北朝（朝廷）と同一の都市（京都）に置かれていたため、六波羅探題のような出先機関を必要とはしなかったが）。
だが、最後の関東申次であった西園寺公宗は建武政権によって処刑されて、後醍醐天皇の家門安堵を受けて親南朝派の弟公重が西園寺家を継いでおり、一方公宗処刑時に懐妊中だった正室日野名子が生んだ嫡男（後の西園寺実俊）は余りにも幼すぎた。更に公重も北朝側に従ったために公重を排除するわけにも行かなかった。このため、治天の君（光厳上皇）と室町幕府は実俊を後継者として庇護することを条件として後醍醐天皇の家門安堵を追認する一方で、実俊が西園寺家を継承するまで関東申次を継承する役目を誰が引き受けるかが問題となった。
そこで、登場したのが光厳天皇時代の太政大臣であった今出川兼季である（ただし、後醍醐天皇が元弘の変後に京都に帰還した際にこの人事は無効とされ、その後の北朝も特にこれを取消す措置を取らなかったため名義上は「前右大臣」であった）。兼季は関東申次を務めた西園寺実兼の子で公宗の大叔父にあたる人物であった。北朝成立翌年の建武4年（1337年）より、光厳上皇の院宣とともに兼季の消息・御教書が足利尊氏の執事であった高師直宛てに出されており、尊氏はこれを受けて守護や諸国の武士に命令を下している。その後、暦応元年（1338年）になって兼季が出家し、翌年正月には病没したことから、その役目は息子の今出川実尹が継承した。実尹は父の病没当時24歳の若さであったが、前述の通り西園寺実俊の成長までの中継ぎと考えられていたため問題とはされなかったとみられている。ところが、今出川兼季病没の3年後の康永元年（1342年）には今出川実尹が急逝してしまった。もっとも今出川家の取次役をしていた時期には十分な活動が行われていなかった可能性がある。『続史愚抄』によれば、建武5年8月28日に朝廷で行われた「暦応」改元の決定は幕府側には伝えられず、足利尊氏ら幕府首脳は9月4日になって初めて知ったという。
そこで、実尹の後任となったのは勧修寺経顕であった。経顕は光厳上皇の側近中最も重んじられた1人であったことが光厳天皇曾孫貞成親王の『椿葉記』に記されている。また、西園寺家一族ではないものの、初代の関東申次であった吉田経房の末裔であった。以後、経顕が尊氏及びその代理と言える高師直・足利直義・足利義詮らと間で朝幕交渉を行うことになる。経顕の活動は10年余りであるがこの時期に朝幕交渉の具体的な手続などが整備され、「武家執奏」の職制と名称が定まり、文書にも登場するようになる（『東寺百合文書』さ所収応安3年（1370年）2月東寺陳述状には観応2年の東寺側と「勧修寺一品于時武家執奏（勧修寺経顕は応安3年当時従一位）」の間のやりとりが引用されている）。
文和2年10月19日（1353年11月15日）、19歳の西園寺実俊が勧修寺経顕に代わって武家執奏に任じられた。この直後に実俊が権大納言に任ぜられて武家執奏に相応しい地位を得たこと、前々年から前年にかけて発生した正平一統の際に西園寺公重が南朝方に通じたとして失脚して吉野に逃れ、実俊が西園寺家の継承者であることに異論を挟む者がいなくなったことが大きかった。また、勧修寺経顕は後光厳天皇擁立の功労者であった反面、彼を登用した光厳法皇が南朝軍に連行されたことによって後ろ盾を喪失したことによる政治力の低下があったとする見方もある。以後、実俊は30年以上にわたって武家執奏を務めることとなった。上記の室町幕府将軍による武家執奏を多く取次したのも実俊であった。
治天の君・天皇の勅裁は治天の君の場合は院宣、天皇親政時には綸旨の形で出され、それぞれの伝奏を通じて武家執奏に伝えられる。武家執奏は施行状を発給して将軍に伝達する（公家施行）。そして将軍が執事（管領）や引付頭人（内談頭人）に命じて勅裁内容を伝えるべき対象である武士に対して施行状に相当する奉書を発給した（武家執行）。ただし、武家執奏自身の地位や室町幕府内の権力関係によって手続が変化する場合があり、今出川兼季や西園寺実俊（ただし、貞治3年以後）といった現職・前職大臣に勅裁を伝える場合には当時の公家社会の慣例に従って院宣や綸旨はその家の家司宛に出されたのに対して、武家執奏が大納言以下の場合には本人宛に出された。また、今出川親子時代には公家施行は消息・御教書の体裁で家司によって発給されていたのに対し、勧修寺経顕時代には体裁は消息・御教書であっても本人の直状によって発給され、西園寺実俊時代には幕府の影響力強化に沿う形で本人の直状である正式な施行状が発給されている。更に公家執行の宛先も足利尊氏将軍在任中は高師直・足利直義・足利義詮ら実務の最高責任者宛に出されていたが、義詮の将軍就任後は父・尊氏生存中から進めてきた将軍親裁権強化の方針に合わせて将軍自身に宛先が変更されるようになった。
だが、永徳2年（1382年）将軍である足利義満が左大臣に加えて院司の長である院執事に就任して伝奏以下を指揮することになったために、治天の君→伝奏→武家執奏→室町幕府将軍の図式が崩壊してしまう。このため、永徳2年から遠くない時期に武家執奏はその役目を終えて実質上廃止となったと考えられている。その後は治天の君に近侍する伝奏が直接自分達の上司でもある将軍・足利義満に伝達し、義満もしくは奉行などの幕府役人の意向も伝奏を経由して治天の君・天皇に取り次がれた。そして、義満の朝廷政策に批判的であったとされる息子の足利義持もまた後小松上皇の院執事に就任している。そのため、伝奏が将軍に対して直接天皇・上皇の意向を伝達するのが慣例となり、後にその役目を担った伝奏を特に「武家伝奏」と称するようになった。